# Oldřich Praus
Oldřich Praus (8. května 1929 Doudleby nad Orlicí – 17. května 2006) byl český geofyzik a polárník.

## Život
Po studiu na Přírodovědecké fakultě Karlovy Univerzity pracoval v pražském Geofyzikálním ústavu ČSAV, kde také dokončil vědeckou hodnost doktora fyzikálně-matematických věd.
Byl českým členem (vedle Oldřicha Kostky) páté sovětské výpravy do Antarktidy. Tato expedice byla vedena J. S. Korotkijevičem a zaměřila se na čtyři hlavní úkoly: 1. Vystřídat účastníky čtvrté expedice a pokračovat ve výzkumech na stanicích Mirnyj, Vostok a Lazarev. 2. Zřídit pomocí traktorových saní a letadel několik malých předsunutých stanic pro dočasné výzkumy. 3. Prozkoumat část pobřeží Enderbyho země a najít vhodné místo pro pozdější stavbu nové stálé stanice. 4. Oceánografické výzkumy během plavby Obu.
Oldřich Praus studoval v Antarktidě v geofyzikálním oddílu přirozené elektromagnetické pole Země a měřil atmosférické hvizdy a další zvukové efekty na velmi dlouhých vlnách. Stal se čtvrtým Čechem, který vstoupil na území Antarktidy, po Václavu Vojtěchovi, Antonínu Mrkosovi a Stanislavu Bártlovi.
Byl zakladatelem výzkumu elektromagnetické indukce a jedním z průkopníků magnetoteluriky v Evropě. Známý je především díky vynikající spolupráci s polskými kolegy, která vyústila v odhalení konzistentních elektricky anomálních zón na styku Českého masivu a polské paleozoické platformy se Západními Karpaty.
Na počátku 70. let byl jedním z prvních v Evropě, kdo podpořil aplikaci metod numerického modelování mřížky v praxi magnetotelurických interpretací. Během své vědecké kariéry zastával řadu významných funkcí v řízení výzkumu, organizaci a vědecké výchově.

## Dílo

### Spisy
- Naši v Antarktidě: vyprávění a snímky československých účastníků třetí, čtvrté a páté sovětské výpravy do Antarktidy – Antonín Mrkos, Stanislav Bártl, Oldřich Kostka, Oldřich Praus [Čekající země] mapy Pavel Semrád; uspořádal Josef Vávra; předmluva Josef Novák, Praha: Práce, 1963
- Teorie elektromagnetických polí v nehomogenních prostředích a studium rozložení elektrické vodivosti na území ČSSR: autoreferát disertace k získání vědecké hodnosti doktora fysikálně-matematických věd – oponenti Tibor Kolbenheyer, Jan Gruntorád, K. Rosa. Praha: ČSAV, 1975

### Články
- Zkušenosti sovětských geofysiků: Jan Pícha, Oldřich Praus, Vincenc Vyskočil. Věstník ČSAV, roč. 65, 1956
- Československo chce mír. Příspěvek Mladé fronty pro Knihu světa 1960 [k anketě sovětského listu „Izvestija“ o dni 27.9.1960]. Přispěli O. Věrčák, Oldřich Praus, Miroslav Zikmund aj. – Mladá Fronta 2. 10. 1960
- Po osmnáctiměsíční antarktické cestě – Práce, 12. 5. 1961 a 23. 5. 1961
- Více než jeden rok v Antarktidě – Rudé právo 28. 5. 1961
- A Study of the Electromagnetic Field of a Magnetic Vertical Dipole on the Model of Homogenous Half-Space with a Spherical Cavity – Karel Faldus, Václav Petr, Oldřich Praus, Marta Tobyášová. Studia geophysica et geodaetica, 1963, s. 372–395
- A Study of the Electric Conductivity of the Earth’s Mantle by Magnetotelluric Measurements at Šrobárová – Petr Václav, Jana Pěčová, Oldřich Praus. Geofysikální sborník 1964, s. 407–447
- A Study of the Electric Conductivity of the Earth’s Mantle from Magnetotelluric Measurements of the Budkov Station – Jana Pěčová, Oldřich Praus, Marta Tobyášová. Studia geophysica et geodaetica 1966, s. 184–203
- The Depth Sistribution of Electric Conductivity and the Its ANisotropy according to Magnetotelluric Measurements at the Station Gabčíkovo – Oldřich Praus, Jana Pěčová, Václav Petr a Marta Tobyášová. Geofysikální sborník 1966. s. 549–573
- The Results of Obserwing Whistlers in the 2nd Czechoslovak Expedition to the Antarctic – František Jiříček, Oldřich Praus. Geofysikální sborník 1966. s. 575–586
- Anisotropy and Horizontal Ingomogeneity of Electrical Conductivity Derived from the Analysis of the Magnetotelluric Field a Šrobárová – Václav Petr, Jana Pěčová, Oldřich Praus, Maria Tobyášová, Milan Hvodara. Geofyzikální sborník 1967, s. 433–449
- Magnetotelluric Resistivities in Models with Dipping Interfaces – Oldřich Praus, Václav Červa, Alexej Verner. Studia geophysica et geodaetica 1973, s. 346–361
- Anomalous induction in the Carpathians – Jerzy Jankowski, Karel Pěč, Václav Červ, Václav Petr, Jana Pěčová, Oldřich Praus. Studia geophysica et geodaetica 1977, s. 35–57
- Long period variations of the geomagnetic field and their spatial distribution i Europe – Jana Pěčová, Oldřich Praus, Karel Pěč. Studia geophysica et geodaetica 1977, s. 148–158
- Regional trends in European induction data – Karel Pěč, Jana Pěčová, Oldřich Praus. Studia geophysica et geodaetica 1977, s. 383–393
- Induction vector estimates in the Polish-Czechoslovak Part of the Carpathians – Jerzy Jankowski, Václav Petr, Jana Pečová, Oldřich Praus. Studia geophysica et geodaetica 1979, s. 89–93
- Geofyzikální model litosféry – Václav Bucha, Milan Blížkovský, Miloslav Burda, Vladimír Čermák, Vladimír Kropáček, Oldřich Praus, Vladimír Schenk, Vincenc Vyskočil. Geologický průzkum 1985, s. 346–348